# Europees kampioenschap zaalvoetbal 2007
Het Europees kampioenschap zaalvoetbal 2007 was de zesde editie van het Europees kampioenschap zaalvoetbal. Het werd van 16 november 2007 tot en met 25 november 2007 gehouden in Portugal.

## Kandidaat-landen
De Portugese kandidatuur werd gekozen door UEFA's uitvoerend comité, op 19 april 2005 in Tallinn, Estland. De andere kandidaten waren Nederland (Eindhoven en Maastricht) en Bosnië en Herzegovina (Sarajevo).

## Gekwalificeerde teams
| Land     |
| -------- |
| Italië   |
| Portugal |
| Roemenië |
| Tsjechië |
| Spanje   |
| Rusland  |
| Servië   |
| Oekraïne |

## Eindtoernooi

#### Groep A
| Team     | Pld | W | G | V | DV | DT | DS  | Pnt |
| -------- | --- | - | - | - | -- | -- | --- | --- |
| Italië   | 3   | 2 | 1 | 0 | 11 | 1  | +10 | 7   |
| Portugal | 3   | 2 | 1 | 0 | 8  | 3  | +5  | 7   |
| Roemenië | 3   | 1 | 0 | 2 | 9  | 14 | −5  | 3   |
| Tsjechië | 3   | 0 | 0 | 3 | 7  | 17 | −10 | 0   |

#### Groep B
| Team     | Pld | W | G | V | DV | DT | DS | Pnt |
| -------- | --- | - | - | - | -- | -- | -- | --- |
| Spanje   | 3   | 2 | 1 | 0 | 11 | 4  | +7 | 7   |
| Rusland  | 3   | 2 | 0 | 1 | 10 | 8  | +2 | 6   |
| Servië   | 3   | 1 | 1 | 1 | 7  | 8  | −1 | 4   |
| Oekraïne | 3   | 0 | 0 | 3 | 5  | 13 | −8 | 0   |

### Knock-outfase

#### Halve finale
|                        |                            |                    |         |                                                                                    |
| 23 november 2007 19:00 | Italië                     | 2 – 0              | Rusland | Multiusos Gondomar, Porto Toeschouwers: 1,882 Scheidsrechter: Roberto Gracia Marin |
| 23 november 2007 19:00 | F. Grana 3' A. Fabiano 31' | Verslag[dode link] |         | Multiusos Gondomar, Porto Toeschouwers: 1,882 Scheidsrechter: Roberto Gracia Marin |

|                        |                       |                    |                            |                                                                             |
| 23 november 2007 21:00 | Spanje                | 2 – 2              | Portugal                   | Multiusos Gondomar, Porto Toeschouwers: 3.900 Scheidsrechter: Massimo Cumbo |
| 23 november 2007 21:00 | Daniel 36' Andreu 39' | Verslag[dode link] | Gonçalo 31' Ricardinho 35' | Multiusos Gondomar, Porto Toeschouwers: 3.900 Scheidsrechter: Massimo Cumbo |

|                                |       | strafschoppen                                  |  |
| Kike Daniel Jordi Torras Ortiz | 4 – 3 | Ricardinho Joel Queirós Marcelinho Ivan Leitão |  |

#### Kleine finale
|                        |                                             |                    |                        |                                                                           |
| 25 november 2007 16:00 | Rusland                                     | 3 – 2              | Portugal               | Multiusos Gondomar, Porto Toeschouwers: 3.100 Scheidsrechter: Oleg Ivanov |
| 25 november 2007 16:00 | Cirilo 17' A. Fukin 18' V. Shayakhmetov 36' | Verslag[dode link] | Gonçalo 15' Leitão 36' | Multiusos Gondomar, Porto Toeschouwers: 3.100 Scheidsrechter: Oleg Ivanov |

#### Finale
|                        |               |                    |                                          |                                                                                              |
| 25 november 2007 18:00 | Italië        | 1 – 3              | Spanje                                   | Multiusos Gondomar, Porto Toeschouwers: 3,600 Scheidsrechter: Antonio Jose Fernandes Cardoso |
| 25 november 2007 18:00 | A. Feller 30' | Verslag[dode link] | Marcelo 9' Daniel 22' Javi Rodríguez 27' | Multiusos Gondomar, Porto Toeschouwers: 3,600 Scheidsrechter: Antonio Jose Fernandes Cardoso |